# La Nueva Francia
La Nueva Francia es una película de Argentina dirigida por Juan Fresán y Jorge Goldenberg sobre su propio guion que se produjo en 1972 pero no pudo ser concluida, primero por falta de fondos y luego porque Fresán debió exiliarse. Fue la primera -y única- película de Fresán y tuvo como actores principales a Goran Nicolic, Rubén Falbo y Bertha Dreschler.
La película trataba sobre el intento de Orélie Antoine de Tounens de establecer a mediados del siglo XIX un Reino de la Araucanía y la Patagonia y se filmó en Carmen de Patagones. Incluía una entrevista a un sucesor de Tounens que usa su título de nobleza y mantenía sus aspiraciones de reinar en la Araucanía, que había hecho Tomás Eloy Martínez.

## Reparto
- Goran Nicolic
- Rubén Falbo
- Bertha Dreschler
- Omar Fossati
- Adolfo Dallorso
- Susana Tessari
- Bruno Volponi

## El personaje real
Orélie Antoine de Tounens, nacido en  Chourgnac, Francia, el 12 de mayo de 1825 fue un abogado que después de haberse interesado por la región patagónica llegó a Chile en 1858. Se estableció en Valparaíso, y aprendió el idioma español primero y el  mapudungún después. En 1860 convenció a los dirigentes mapuches para fundar un estado como forma de resistencia al ejército chileno, durante la época final de la Guerra de Arauco, lo que se concretó el 17 de noviembre de 1860, en una asamblea nacional mapuche que lo proclamó rey del Reino de la Araucanía y la Patagonia. Tounens dispuso que fuera una monarquía constitucional y hereditaria y estableció sus fronteras en los ríos Biobío (en Chile) y Negro (en Argentina) por el norte, el océano Pacífico por el oeste, el océano Atlántico por el este y el estrecho de Magallanes por el sur.
En Chile Tounens dio a conocer su reino como «Nouvelle France» ('Nueva Francia'), pero fracasó en su intento de obtener apoyo del gobierno francés, que lo calificó de demente.

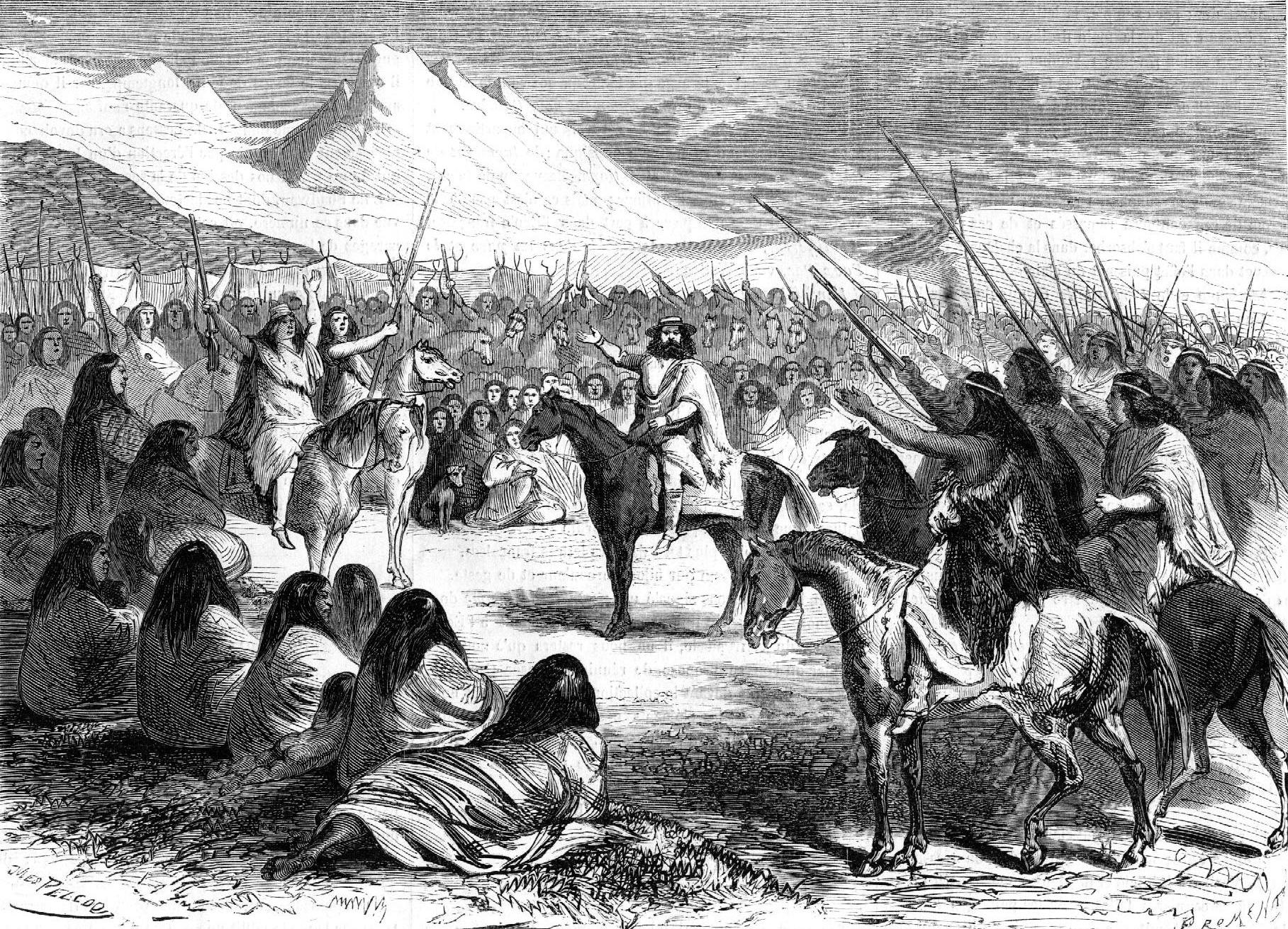
Orélie Antoine de Tounens aclamado por los jefes mapuches.

Detenido por  la policía chilena acusado por perturbar el orden público, fue condenado a diez años de cárcel pero luego se lo recluyó en un manicomio y finalmente por intervención del cónsul francés fue repatriado a Francia.
En los años siguientes siguió batallando por su reino mediante publicaciones e incluso hizo varios infructuosos viajes a América del Sur. En sus últimos años, Tounens en París entregó títulos nobiliarios a quienes financiaran la vida del rey en el exilio y murió el 17 de septiembre de 1878.

## Películas posteriores
Carlos Sorín, participante como director de fotografía de aquel intento, se inspiró en él para debutar como realizador con La película del rey, que narra las desventuras del rodaje de una película sobre Tounens al mismo tiempo que cuenta la historia de este.
En 2011 Lucas Turturro hizo un documental sobre la vida y obra de Juan Fresán utilizando grabados y fotos de época, la entrevista que había hecho Tomás Eloy Martínez, videos de Fresán en los últimos años, testimonios de quienes viajaron con él a Viedma para la filmación en 1972, más la personificación que algunos actores hacen de Tounens y sus lugartenientes y la presencia de quienes los encarnaron en la película de Fresán.